# Södra Vetasjön
Södra Vetasjön är en sjö i Örnsköldsviks kommun i Ångermanland och ingår i Moälvens huvudavrinningsområde. Sjön har en area på 0,103 kvadratkilometer och ligger 267 meter över havet. Sjön avvattnas av vattendraget Vetasjöån.

## Delavrinningsområde
Södra Vetasjön ingår i det delavrinningsområde (706098-157362) som SMHI kallar för Mynnar i Södra Bergsjön. Medelhöjden är 300 meter över havet och ytan är 16,37 kvadratkilometer. Det finns inga avrinningsområden uppströms utan avrinningsområdet är högsta punkten. Vetasjöån som avvattnar avrinningsområdet har biflödesordning 3, vilket innebär att vattnet flödar genom totalt 3 vattendrag innan det når havet efter 101 kilometer. Avrinningsområdet består mestadels av skog (74 procent) och sankmarker (20 procent). Avrinningsområdet har 0,36 kvadratkilometer vattenytor vilket ger det en sjöprocent på 2,2 procent.